# Cameraria latifolia
Cameraria latifolia är en oleanderväxtart som beskrevs av Carl von Linné. Cameraria latifolia ingår i släktet Cameraria och familjen oleanderväxter. Inga underarter finns listade i Catalogue of Life.